# Pudinga

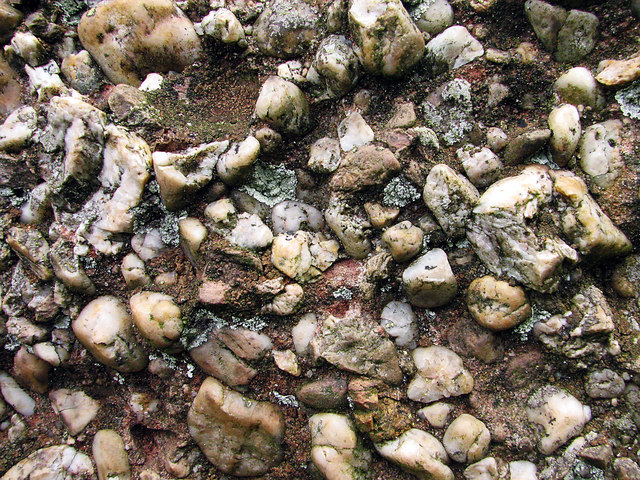
pudinga con grandes guijarros

La pudinga es un conglomerado de elementos redondeados. Es un tipo de roca sedimentaria. Se forma cuando algunos cantos rodados, provenientes a veces del lecho de un río o de una playa, son cementados juntos por el sílice que hace de matriz de unión.
La roca formada es muy dura y resistente al desgaste. Se utiliza como piedra de afilar y para la construcción de edificios. Los cantos rodados que contiene son generalmente de pedernal, y tanto éstos como la  matriz están hechos de sílice.

## Derrumbe de 1806 en Rossberg
En 1806, una masa de 40 millones de metros cúbicos de pudinga se separó de la parte superior del pico de  Rossberg, una montaña de la  Suiza Central. Más de 450 personas murieron en el desastre. la roca se había ido debilitando por el agua, y el tiempo transcurrido había hecho el sitio extremadamente inestable.